# Sjarly
Sjarly (fransk Modeste et Pompon) er en tegneserie skabt af den belgiske serieskaber André Franquin. 

## Album i serien
Udgivet af Interpresse 1981-1983.
1. Sjarly og de andre ISBN 87-7529-741-8
2. Køb noget Sjarly ISBN 87-7529-762-0
3. Sjarly går amok ISBN 87-7529-870-8
4. Sjarly i tossekassen ISBN 87-7529-937-2

## Bøger
De fire album er også udgivet samlet i to omgange:
- Sjarly luksusbind ISBN 87-456-0088-0[6]
- De samlede historier med Sjarly og hans venner ISBN 978-87-7021-198-7[7][8]